# Ołeksandr Żabokrycki
Ołeksandr Serhijowycz Żabokrycki, ukr. Олександр Сергійович Жабокрицький (ur. 29 stycznia 1981 roku w Humaniu, w obwodzie czerkaskim) – rosyjski, były ukraiński piłkarz, grający na pozycji pomocnika.

## Kariera piłkarska

### Kariera klubowa
Mając 7 lat przeniósł się z rodziną do Sławutycza, gdzie w wieku 9 lat rozpoczął naukę w Szkole Piłkarskiej. 16-letni piłkarz debiutował w miejscowej drużynie Sławutycz CzAES, ale w 1998 klub został rozformowany. W 1999 odbywał służbę wojskową w Sewastopolu, gdzie go zauważył trener Czornomorca Sewastopol Wałerij Petrow. Najpierw występował w amatorskiej drużynie Sudnobudiwnyk Sewastopol, a od 2002 trenował się w PFK Sewastopol. 13 maja 2003 debiutował w podstawowej jedenastce w meczu przeciwko Borysfen-2 Boryspol. W sezonie 2009/10 jako kapitan PFK Sewastopol zdobył awans do Premier-lihi. Po rozformowaniu klubu w maju 2014 opuścił Krym.

### Sukcesy klubowe
- mistrz Pierwszej Lihi Ukrainy: 2009/10